# Metrorrey

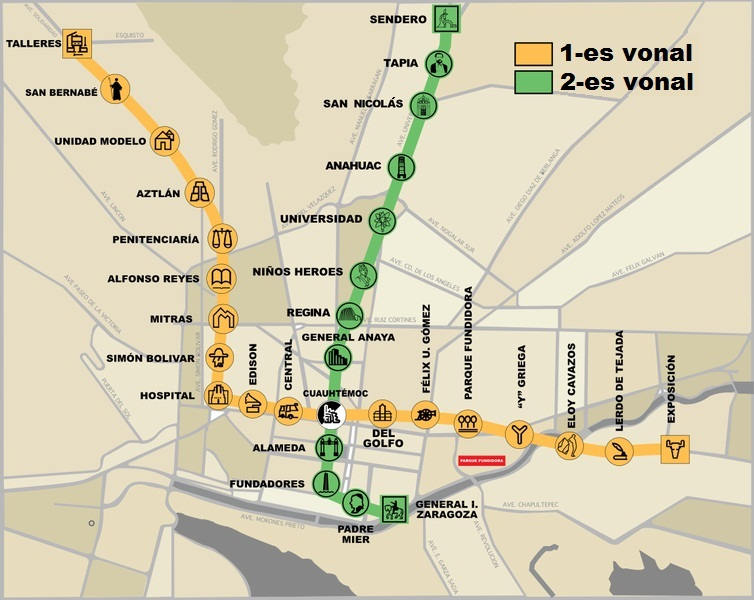
A Metrorrey hálózata

A Metrorrey (teljes nevén: Sistema de Transporte Colectivo Metrorrey) a mexikói Monterrey városban működő metróhálózat neve. Jelenleg két járata van: az 1-es vonalat 1991-ben, a 2-es vonalat 1994-ben nyitották meg. Összesen 31 megállójuk van, a két vonal a Cuauhtémoc állomásnál keresztezi egymást. Minden járatnak saját színe és minden állomásnak saját piktogramja van.

## A TransMetro
A metróhálózathoz egy jelenleg 9 járatból álló speciális buszhálózat is tartozik: a TransMetro. Ezek a buszok a metrójáratok bizonyos megállóitól indulnak: az 1-es vonalon a Tallerestől három, az Exposicióntól egy, a 2-es vonalon San Nicolástól kettő, a Senderótól három. Ezek a sűrűn járó, légkondicionált buszok a metróhoz hasonlóan mindig minden kijelölt megállóhelyükön megállnak, akkor is, ha nincs fel- vagy leszálló utas. Legtöbbjük 80 férőhelyes, de az Exposiciontól induló járatok között (melyek Guadalupe községbe szállítják az utasokat) 160 személyesek is előfordulnak.

## Utasforgalom
Ahogy az agglomeráció népessége és a közlekedési hálózat hossza, úgy a metrójáratok forgalma is évről évre növekszik. Ezt szemlélteti az alábbi táblázat:
| Év   | Járatok összes hossza (km, év vége) | Közlekedő vonatok száma (év vége) | Éves utasforgalom (millió fő) |
| ---- | ----------------------------------- | --------------------------------- | ----------------------------- |
| 1995 | 23                                  | 19                                | 36,9                          |
| 2000 | 23                                  | 19                                | 40,0                          |
| 2005 | 24                                  | 40                                | 57,3                          |
| 2010 | 32                                  | 40                                | 146,9                         |

## Az 1-es metró
A sárga színnel jelölt 1-es járat nem „magyar értelemben vett” metró: a föld fölött, megemelt szinten közlekedik, két végállomása a Talleres és az Exposición. Az északnyugati városrészből a belvároson át halad a keleti területekre. 1991. április 25-én nyílt meg.
Jelenlegi útvonala: Talleres · San Bernabé · Unidad Modelo · Aztlán · Penitenciaría · Alfonso Reyes · Mitras · Simón Bolivar · Hospital · Edison · Central · Cuauhtémoc · Del Golfo · Félix Uresti Gómez · Parque Fundidora · Y Griega · Eloy Cavazos · Lerdo de Tejada · Exposición

## A 2-es metró
A zöld 2-es járat részben föld alatt, részben föld fölött közlekedik, nagyjából észak-déli irányban szeli át a várost. Északi végállomása a Sendero, déli a General Ignacio Zaragoza. 1994. november 30-án avatták fel, majd két ütemben észak felé meghosszabbították: az Universidad állomásig tartó szakasz 2007. október 31. óta, a teljes hosszúságú vonal 2008. október 9. óta van forgalomban.
Jelenlegi útvonala: Sendero · Tapia · San Nicolás · Anahuac · Universidad · Niños Heroes · Regina · General Anaya · Cuauhtémoc · Alameda · Fundadores · Padre Mier · General Ignacio Zaragoza

## A 3-as metró (tervezett)
2012 végén fogadták el a legújabb tervet a piros színnel jelölt 3-as metró megépítésére, eszerint a járat déli végállomása a Barrio Antiguónál lesz (ez az állomás földalatti lenne, a többi nem), az északi pedig a Hospital Metropolitanónál, a Colón állomáson lehetne átszállni az 1-es metróra (ez annak a Félix Uresti Gómez nevű megállójával egyezik meg). Mivel a Barrio Antiguo igen közel van a 2-es metró Zaragoza végállomásához, egy 600 méteres földalatti összeköttetést is terveznek a kettő között. A 3-as metróhoz három TransMetro átszállási kapcsolatot is kiépítenek. A tervek szerint a legújabb járat 2016 elején nyílhat meg.
A tervezett útvonal (az állomásoknak még nincs végleges neve!): Barrio Antiguo · Gine · Tapia · Colón · Conchello · Violeta · Ruíz Cortines · Los Ángeles · Hospital Metropolitano